# Цесіський повіт

Цесіський повіт (1940)

Цесіський повіт (латис. Cēsu apriņķis) — у 1920—1949 роках повіт у Латвії. Утворений на базі Венденського повіту. 1949 року перетворений на Цесіський район.

## Історія
Венденський повіт 1920 року було перейменовано на Цесіський повіт. Межував із Ризьким, Мадонським, Валмієрським та Валкським повітами.
1925 року в повіті було 7170 населених пунктів, найбільшими з них були: Цесіс, Рауна та Вецпієбалга. До 1925 року площа повіту становила 5637,5 км², після передачі деяких волостей новоутвореному Мадонському повіту, вона склала 3239,8 км².
1928 року Цесіський повіт складався з міста Цесіса й 40 волостей: Байжкалнської, Цесіської, Циртської, Драбешської, Друстської, Друвієнської, Дзербенської, Ергльської, Гатартаської, Яунпієбалзької, Яунраунаської, Юмурдської, Карльської, Катриньської, Коської, Кудумської, Лаункалнської, Ленцької, Лієлстраупської, Лієпської, Лізумської, Лівської, Марсненської, Мазстраупської, Огрської, Павитської, Приєкульської, Райскумської, Рамульської, Ранкської, Раунської, Розульської, Сермукшкської, Скуйєнської, Стралбської, Тауренської, Вайвської, Вецпієбалзької, Велькської та Веселавської.
1940 року Цесіський повіт складався з міста Цесіса і 36 волостей: Байжкалнської, Цесіської, Драбешської, Друстської, Друвієнської, Дзербенської, Ергльської, Гатартської, Яунпієбалзької, Яунраунаської, Юмурдської, Карльської, Коської, Кудумської, Лаункалнської, Ленцької, Лієлстраупської, Лієпської, Лізумської, Марсненської, Мазстраупської, Огрської, Приєкульської, Райскумської, Рамульської, Ранкської, Раунської, Розульської, Сермукшської, Скуєнської, Сталбської, Тауренської, Вайвської, Вецпієбалзької, Велькської і Веселавської.